# Universitario La Paz
Club Universitario de La Paz – boliwijski klub piłkarski z siedzibą w mieście La Paz.

## Osiągnięcia
- Mistrz Boliwii (2): 1929, 1969
- Udział w Copa Libertadores: 1970

## Historia
Największe sukcesy Univesitario odniósł w latach 20. XX wieku, kiedy to cztery razy z rzędu został wicemistrzem Boliwii (1922, 1923, 1924 i 1925) oraz w 1929 roku zdobył tytuł mistrza Boliwii. Na kolejne mistrzostwo trzeba było czekać aż 40 lat. Rok po zdobyciu drugiego mistrzostwa Universitario niespodziewanie spadł z pierwszej ligi. W 1973 roku nastąpił powrót, ale tylko na rok. Po spadku w 1974 roku Universitario już nie wrócił do pierwszej ligi.